# Эристов, Георгий Евсеевич
Князь Георгий Евсеевич Эристов (Эристов-Ксанский) (1769—1863) — русский военачальник, генерал от инфантерии (07.04.1846), сенатор (01.07.1830), герой русско-персидской войны 1826-1828 гг. и Кавказской войны.

## Биография
Родился в 1769 году. В гражданскую службу вступил в 1802 году с чином надворного советника, но уже в конце года был переведён в армию с переименованием в подполковники.
Служил в Кабардинском пехотном полку, принимал участие в походах против горцев.
12 января 1804 года Эристов был награждён орденом Святого Георгия 4-й степени (№ 641 по кавалерскому списку Судравского и № 1543 по списку Григоровича— Степанова)
При взятии и занятии 9-го марта 1803 г. Белокан, по знанию грузинского языка, отряжен был для устройства грузинской конницы, коею командуя, отличил себя неустрашимостью и, распоряжаясь оною, побуждал своим примером к исполнению должного.
Продолжая службу на Кавказе, Эристов в 1807 году получил чин полковника, а 23 декабря 1812 года был произведён в генерал-майоры, командовал резервной гренадерской бригадой и занимал должность окружного начальника в Кахетии.
В 1826 году был произведён в генерал-лейтенанты и в 1827 году назначен командиром 21-й пехотной дивизии. В этом качестве он принимал участие в русско-персидской войне 1826—1828 годов.
На несчастье еще можно подумать, что неприятеля точно подкупили, чтобы он как можно меньше нас тревожил. До сих пор один-единственный раз позабавился, побеспокоив арьергард Эристова. Господи боже, ну и генералы тут у нас! Можно подумать, что они нарочно созданы для того чтобы все больше и больше укреплять во мне отвращение, которое питаю я к чинам и высоким званиям.
Александр Сергеевич Грибоедов в письме Ахвердовой .
13 октября 1827 года Эристовым без боя была занята крепость Тавриз, он был награждён орденом Святого Александра Невского.
Приближаясь к Тавризу, мы увидели сплошную массу народа, стоявшего версты на три от города, по обе стороны дороги, по которой медленно подъезжал к нам беглер-бей с огромной свитой. Преклоня голову, он передал ключи города отрядному начальнику князю Эристову. (...)  Князь, указав персиянину ехать подле себя, тронулся вперед - и началось церемониальным маршем торжественное шествие с музыкою и барабанным боем. Народ кланялся до земли, подымал руки то к небу, то к сердцу, кричал что-то про аллаха и справа и слева, при приближении князя Эристова, резал баранов, как жертвоприношение. Чуть ли не до ста штук было зарезано на этих двух верстах. Пройдя мимо дворца Аббас-Мирзы, называемого "Арк" и окруженного каменном стеною, мы расположились лагерем.
Отдохнув немного, я пошел с товарищем в город (...) Тут подошел ко мне Александр Сергеевич Грибоедов и, поздоровавшись, рассказал, что Эристов в восторженном настроении от взятия Тавриза, считает себя чуть ли не выше Цезаря и, разговаривая с ним, вдруг спросил:
— А что, брат, Паскевич будет доволен?
— Не знаю, - отвечал Грибоедов, - это еще посмотрим.
— Ничего, брат! Тавриз взял, шах-зада прогнал! А что, брат, как ты думаешь, что скажет Европа?

— Э, ваше сиятельство! Европа не Катерина Акакиевна (Полковница, вдова, жившая в Тифлисе и всегда игравшая с князем Эристовым в бостон; примечание Э. В. Бриммера), она мало заботится о Тавризе и кто его взял, - отвечал Грибоедов.
Э. В. Бриммер.
В 1828—1829 годах Эристов сражался с турками на Кавказе.
В 1830 году Эристов оставил Кавказ и переехал в Москву, где 1 июля был назначен сенатором. 7 апреля 1846 года он был произведён в генералы от инфантерии. С 1847 года Эристов в Тифлисе председательствовал в сенатской комиссии для рассмотрения прав лиц на княжеское и дворянское достоинство по Грузии.
Среди прочих наград Эристов имел ордена Святой Анны 2-й степени (1808 год), Святой Владимира 3-й степени (1813 год), Святой Анны 1-й степени (1822 год, алмазные знаки к этому ордену пожалованы в 1827 году), Святого Александра Невского (1827), Святого Владимира 2-й степени (1830 год), Святого Владимира 1-й степени (1856 год), Святого Андрея Первозванного (1861 год, в честь 92-летия).
Скончался Эристов 3 ноября 1863 года в городе Гори, там же и похоронен.

## Награды
- Орден Святого Георгия 4-й степени (12.01.1804)
- Орден Святой Анны 2-й степени (1808)
- Орден Святого Владимира 3-й степени (31.07.1813)
- Орден Святой Анны 1-й степени (18.03.1822)
- Алмазные знаки к ордену Святой Анны 1-й степени (02.10.1827)
- Орден Святого Александра Невского (11.11.1827)
- Орден Святого Владимира 2-й степени (06.04.1830)
- Знак отличия беспорочной службы за XXX лет (1835)
- Бриллиантовые знаки к ордену Святого Александра Невского (02.09.1849)
- Орден Святого Владимира 1-й степени (26.08.1856)
- Орден Святого Андрея Первозванного (24.09.1861)

## Семья
В 1794 году Эристов женился на дочери последнего грузинского царя Георгия XII Гаяне, у них было две дочери — Кетеван (замужем за князем М. Ф. Орбелиани) и Мария (замужем за Г. И. Эристовым), и сын Захарий (1814—1850, погиб во время Кавказских походов в чине полковника).
Его брат Элизбар в состоял в свите князя Цицианова и в 1806 году был вместе с ним убит под Баку; другой брат — Торник.